# ランチョクカモンガ・クエークス
ランチョクカモンガ・クエークス(Rancho Cucamonga Quakes)は、MiLB、A+（アドバンスドA）カリフォルニアリーグ南地区所属の野球チーム。本拠地はカリフォルニア州ランチョクカモンガにあるローンマート・フィールド。現在はMLBロサンゼルス・ドジャース傘下のチームとして活動している。

## 歴史
1966年、「ローダイ・クラッシャーズ」としてカリフォルニア州ローダイに創設。シカゴ・カブスと提携。この時のゼネラル・マネージャーはサンフランシスコ・ジャイアンツの極東担当スカウトとして村上雅則のメジャー入りなどに尽力した日系アメリカ人のキャピー原田だった。
1969年、オークランド・アスレチックスと提携。
1970年、サンディエゴ・パドレスと提携。チーム名を「ローダイ・パドレス」に改名。
1972年、ボルチモア・オリオールズと提携。当時、日本プロ野球・ロッテ・オリオンズのオーナーだった中村長芳が経営権を握り、チーム名を「ローダイ・オリオンズ」に改名。ゼネラルマネージャーは青木一三が務めていた
1973年、中村の太平洋クラブ・ライオンズへの移籍に伴い「ローダイ・ライオンズ」に改名。
1974年、中村が経営権を手放し、「ローダイ・オリオールズ」に改名。
1976年、ロサンゼルス・ドジャースと提携し、チーム名を「ローダイ・ドジャース」へ改名。
1984年、カブスと提携し、創設当初の「ローダイ・クラッシャーズ」に改名。
1986年、カリフォルニア州のベンチュラに移転。トロント・ブルージェイズと提携し、「ベンチュラ・カウンティ・ガルズ」に改名した。
1987年、カリフォルニア州のサンバーナーディーノへ移転。シアトル・マリナーズと提携し、「サンバーナーディーノ・スピリット」に改名。
1993年、カリフォルニア州ランチョクカモンガへ移転。パドレスと提携し、「ランチョクカモンガ・クエークス」に改名。
2001年、ロサンゼルス・エンゼルス・オブ・アナハイムと提携。
2009年3月17日、球団をボビー・ブレット、ジョージ・ブレット兄弟に売却した。
2011年、ドジャースと提携。